# Primavera Berbere
Primavera Berbere (em berbere: Tafsut Imaziɣen ou simplesmente Tafsut para "Primavera") foi um período de protesto político e ativismo civil em 1980, reivindicando o reconhecimento da identidade e da língua berbere na Argélia com eventos principalmente em Cabília e Argel. O contexto foi marcado por duas décadas de medidas duras de arabização instituídas pelo governo nacionalista árabe da Frente de Libertação Nacional, que se recusaram a reconhecer a identidade berbere na Argélia e proibiram a língua berbere completamente. A Primavera Berbere seria afinal violentamente reprimida pelas autoridades argelinas.

## Os eventos
A Primavera Berbere é tradicionalmente datada como iniciada em 10 de março de 1980, com a proibição de uma conferência a ser realizada pelo intelectual Kabyle Mouloud Mammeri na Universidade Hasnaoua em Tizi-Ouzou. Este evento gerou manifestações e greves em escolas, universidades e empresas que abalariam a região de Kabyle por mais de dois meses. Este período é conhecido como a “primavera berbere” ou Tafsut Imaziɣen. Este evento foi o primeiro grande movimento popular a desafiar as autoridades, a FLN e o sistema de partido único desde a independência da Argélia. Um ponto crítico foi a prisão coordenada de centenas de ativistas, estudantes e médicos berberes em 20 de abril, desencadeando uma greve geral.
- 10 de março: a conferência de Mouloud Mammeri sobre a poesia Kabyle antiga é cancelada na Universidade Hasnaoua em Tizi-Ouzou.
- 11 de março: manifestações em Kabylia em Tizi Ouzou, Bejaia e Argel.
- 7 de abril: violenta repressão de manifestação em Argel chocada e início da greve em Tizi-Ouzou e Bejaia
- 10 de abril: greve geral na Cabília. Bejaia, Tizi Ouzou.
- 17 de abril: expulsão forçada dos grevistas do hospital Tizi-Ouzou e da fábrica da SONELEC.
- 19 e 20 de abril: Operação Mizrana: as autoridades ingressam na universidade Kabylia Tizi ouzou.
- 20 de abril: greve geral espontânea em Tizi-Ouzou e Bejaia.

Segundo Jane Goodman, a Primavera Berbere não poderia ter acontecido se não fosse a conjunção de quatro dinâmicas: o programa de arabização que “criminalizou” a identidade berbere; uma pequena rede de estudiosos berberes em Paris na década de 1970; a governança estudantil nas universidades argelinas que permitiu a organização das manifestações; e o “discurso dos direitos humanos” na mídia, alimentado pela violenta repressão.
Embora a primavera berbere tenha sido suprimida violentamente pelas autoridades argelinas, ela criou um legado duradouro para Kabylie e os berberes em todo o norte da África. Muitos dos proeminentes políticos e ativistas Kabyle de hoje fizeram seu nome durante os eventos da Primavera Berbere, e organizações como o Rally pela Cultura e Democracia (RCD) e o Movimento Cultural Berbere (Mouvement Culturel Berbère - MCB) foram posteriormente criadas por ativistas da Primavera. A primavera também foi um evento importante para a nascente comunidade de direitos humanos da Argélia, incluindo fora dos círculos berberes.

## Consequências
Desde o desmantelamento do sistema FLN de partido único em 1989 - seguido por uma democratização abortiva e guerra civil - algumas das demandas da Primavera Berbere foram atendidas pelo estado, e a língua berbere é agora uma língua nacional da Argélia. No entanto, ainda é diferente do árabe, que continua sendo a língua oficial, e muitos outros pontos de discórdia permanecem.
Desde janeiro de 2011, o ativismo berbere massivo ressurgiu. No norte da África na esteira da revolução tunisiana e da queda do presidente tunisiano Ben Ali, no que os berberes às vezes chamam de primavera árabe-berbere. Desta vez, os ativistas berberes foram muito mais ativos e vocais nas ruas do Marrocos  e da Líbia comparação com a Argélia. Na Líbia, rebeldes berberes ajudaram a derrubar Muammar Gaddafi, pois a ofensiva que capturou Trípoli e ajudou muito a acabar com a guerra civil teve origem nos berberes da Montanhas Nafusa.